# Heraltice
Heraltice (německy Heraltitz, Heralditz, starší názvy též de Heroltitz, de Herarltycz, in oppido Erharticz, de Heraltich, Heráltice (1854), Nové Heraltice (1596)) jsou městys ležící západně od města Třebíče. Nadmořská výška obce je 559 metrů nad mořem. Obec patří do správního obvodu obce s rozšířenou působností Třebíč. Žije zde 387 obyvatel, součástí městysu je také ves Podheraltice a samota Troják. První zmínka o obci pochází z roku 1277. Obec se jmenuje po zakladateli jménem Heralt (z německého Erhard nebo Gerard).
Sousedními obcemi sídla jsou Kněžice, Pokojovice, Zašovice, Okříšky a Předín.

## Geografie
Heralticemi prochází ze západu na východ silnice z Opatova do Okříšek, severně ze zastavěného území obce vede silnice kolem přírodní památky Kamenný vrch u Heraltic k Zašovicím, u kterých zaúsťuje do silnice II/405. Jižně ze zastavěného území obce vede silnice k části obce Podheraltice a dále do Chlístova. Východně ze zastavěného území obce vede užitková silnice k osadě Loudilka. Ze západu na východ vede přes Heraltice cyklostezka 5111. Na severním okraji území obce se nachází žlutá turistická stezka a na jižním okraji území obce prochází část zelené turistické stezky.
Severní, východní, jihovýchodní a severozápadní část území je zemědělsky využívaná. Východně od zastavěného území obce v trati Žlíbky se nachází izolovaná oblast s remízky, na severním okraji území obce je zalesněná a značně kopcovitá část.
Nedaleko studánky U Andělíčka na severním okraji území obce pramení Okříšský potok, který následně teče východně směrem do Okříšek, pak se u Sokolí vlévá do Jihlavy. Na severozápadním okraji obce pramení Stařečský potok, který následně protéká přes území obce přes Ramachův rybník a Podheraltice, kde následně území obce opouští a pokračuje tok přes Pokojovice, následně se v Třebíči vlévá do řeky Jihlavy. Severně od zastavěného území obce pramení nepojmenovaný potok, ten pak teče východně kolem osady Loudilka a Steklý rybník kde se stéká se Stařečským potokem. Na jihozápadním okraji území obce pramení jedna ze zdrojnic Stařečského potoka, ta pak tvoří část západní hranice území obce.
Většina území obce se nachází v nadmořské výšce více než 600 m. Jihozápadní část území obce je značně kopcovitá a zalesněná. Na samotném jižním okraji území obce se nachází vrchol Kobylí kopec (671 m) a několik dalších vrcholů o podobné nadmořské výšce, pod Kobylím kopcem se nachází i studánka podle kopce pojmenovaná. Na jižní hranici území obce se nachází vrchol Šibeník (578 m). Těsně za jižní hranicí území obce se nachází vrchol Kobylí hlava (688 m) s vysílačem.
Samotný městys Heraltice leží téměř uprostřed území obce. Západně od zastavěného území obce se při silnici nachází samota Troják. Jižně od zastavěného území obce se nachází vesnice Podheraltice s turistickou základnou Heraltice
Na severním okraji území obce se nachází kopec Kamenný vrch (635 m), jižněji se nachází PP Kamenný vrch u Heraltic a studánka U Andělíčka. Západně a jižně dříve byly tzv. Heraltické lesy, které byly známy kopcovitou krajinou s hlubokými lesy, po kůrovcové kalamitě jich však byla většina vykácena.

## Historie
Osada vznikla někdy ve 12. století. Nejstarší písemná zpráva je z roku 1256, kdy se zmiňuje jako purkrabí znojemský Radslav z Heraltic. Ve 12. nebo 13. století měla být vesnice založena jako farní vesnice a předána jako léno rodu Heraltických. V roce 1327 zaměnili potomci Radslava Našeradice s klášterem v Louce za Pokojovice a Rokytnici. Po roce 1327 proběhlo o majetek heraltický mnoho soudních sporů, kdy často tvrz nebo další majetky jako panský dvůr měnily majitele. V roce 1468 po válce s Uhry byly vesnice poblíž Heraltic velmi zpustošeny a opuštěny a již nebyly obnoveny. Soudy o majetek v Heralticích však trvaly nadále, potomci Oldřicha z Heraltic a Oldřicha z Miličína se soudili v roce 1481 o část tvrze a další majetky. V roce 1491 byl majetek potvrzen Přibíkovi z Miličína a ten v roce 1505 již svobodný majetek prodal Zdeňkovi a Burianovi z Valdštejna a tím se Heraltice staly majetkem brtnického panství. Menší část Heraltic však nadále patřila Janu z Heraltic. Po sporném obsazení fary však byl odsouzen a roku 1522 mu byl majetek zabaven a Jan zemřel a s ním vymřel i rod z Heraltic. Roku 1519 měly získat Heraltice právo odúmrti, roce 1536 měly být Heraltice pusté a byly prodány Jihlavě Janem starším Trčkou z Lípy.
Na konci 14. století byla fara obsazena nekatolíky, ale roku 1620 se stala opět katolickou, v roce 1662 vznikla v Heralticích škola, nová budova však byla postavena až v roce 1787 a následně pak zděná budova až v roce 1817, kdy ji investoval kníže Collalto. Ta pak byla v roce 1878 rozšířena na dvojtřídku a následně pak byla v roce 1901 postavena nová budova. V roce 1716 byl také přestavěn kostel a kolem roku 1790 ještě existovala heraltická tvrz, nicméně již byla značně pobořena. Kolem roku 1660 vznikla obec Heraltice, dokladem toho je pečeť, v tu dobu se obec opět stala významnější, její součástí měl být Krahulov, Markvartice, Chlístov, Hvězdoňovice a Pokojovice. V roce 1709 však vesnici značně poničil velký požár, stejně tak pak i v roce 1761. V roce 1790 pak byla postavena velmi moderní nová budova fary, protože předchozí shořela při požárech. V roce 1869 se od Heraltic osamostatnil Krahulov a v roce 1873 Markvartice a Chlístov. V roce 1887 byl v obci panský dvůr, zámek a úřad.
V roce 1894 vznikl v obci sbor dobrovolných hasičů a v následujících několika letech i spořitelna, lidová knihovna a ochotnické divadlo. Během první světové války zahynulo několik občanů Heraltic, mezi legionáři bylo alespoň 6 heraltických mužů. V roce 1919 se osamostatnily Hvězdoňovice a Pokojovice. V roce 1922 pak byla ve vsi založena sokolská jednota, v roce 1926 byla uspořádána sbírka mezi občany na nové zvony za ty, které byly zabaveny během války – celkem bylo vybráno více než 16 tisíc Kčs a byly zakoupeny 3 zvony. V letech 1927 a 1928 byl rozprodán panský dvůr a jeho pozemky a v roce 1930 byla do obce zavedena elektřina. Kolem 30. let 20. století byl připraven projekt tzv. Třebíčského vodovodu, výstavba začala v roce 1932 a dokončena byla v roce 1937, Heraltice se však i přes blízkost a původní plány k vodovodu nepřipojily.
Během druhé světové války obec nebyla výrazně poškozena, nicméně 27 občanů obce bylo nuceně nasazeno a Josef Čermák ze Sokola byl popraven v Osvětimi. V dubnu roku 1942 byly opět zrekvírovány zvony a místo nich byla o rok později zakoupen rozhlasový reprodukto na věž. V roce 1944 byly spojeneckými bombardéry nedaleko Chlístova shozeny bomby a v září téhož roku spadl nedaleko hájovny německý bombardér, kdy při nehodě zemřeli 3 němečtí vojáci. Dne 9. května roku 1945 do obce dorazila Rudá armáda, při příjezdu ruských vojáků byla postřelena jedna z občanek obce.
Roku 1946 byl vybudován veřejný rozhlas a mezi lety 1947 a 1948 byla vystavěna kanalizace, v roce 1948 byl také postaven kulturní dům, který se tak stal prvním postaveným kulturním domem v okrese Třebíč. V dubnu 1951 se v Heralticích objevil agent STB Ladislav Malý, který se vydával za agenta americké tajné služby a ti, kdo s ním spolupracovali byli později zatčeni. V tzv. procesu babického případu pak byli manželé Kopuletovi z hájenky, kde se schoval agent Malý s komplicem odsouzeni – František Kopuletý byl odsouzen k trestu smrti, jeho manželka na 20 let vězení. V rámci babického procesu byl zatčen i Antonín Ježek a propuštěn byl až poté, co slíbil, že vstoupí on i další občané do JZD. JZD bylo v Heralticích založeno téhož dne – tj. 17. července 1957. V roce 1960 se pak sloučilo s JZD Pokojovice a nově se nazývalo JZD Podlesí. Mezi lety 1965 a 1969 byly Heraltice napojeny na tzv. třebíčský vodovod a v roce 1964 byly opět sloučeny obce Heraltice a Pokojovice, kdy Pokojovice byly podřízenou obcí Heraltic.
Mezi lety 1973 a 1974 byl zrušen původní rybník, roku 1975 pak bylo JZD sloučeno s JZD Okříšky. Mezi lety 1975 a 1977 bylo postaveno velké koupaliště, spolu s ním byl zrušen tzv. Nový rybník, v roce 1979 pak byly ještě přistavěny šatny a mezi roky 1979 a 1981 pak i čistička odpadních vod. V roce 1980 byly Heraltice začleněny pod Okříšky a v roce 1986 pak byla zrušena místní škola. V roce 1991 se pak Heraltice opět osamostatnily.
V roce 1989 v obci vznikla organizace Občanského fóra a vedení buňky OF začalo jednat o znovuotevření školy, ta pak byla otevřena 1. září 1990. Od ledna roku 1991 opět byly Heraltice odpojeny od Okříšek. V roce 1995 byl do obce zaveden telefon a roku 1997 byl schválen územní plán, roku 1998 pak byla obec plynofikována. Kolem roku 2003 byla zahájena výstavba muzea hasičské historické techniky. Od roku 2004 je v Heralticích otevřeno muzeum hasičské historické techniky.
Dne 12. dubna 2007 byl obci vrácen status městyse. V roce 2024 by měla být zrekonstruována náves, měla by přibýt kašna a zeleň.
Do roku 1849 patřily Heraltice do brtnického panství, od roku 1850 patřil do okresu Jihlava, pak od roku 1855 do okresu Třebíč. Mezi lety 1980 a 1990 patřily Heraltice pod Okříšky, následně se obec osamostatnila.
| Rok            | 1869 | 1880 | 1890 | 1900 | 1910 | 1921 | 1930 | 1950 | 1961 | 1970 | 1980 | 1991 | 2001 | 2011 | 2021 |
| -------------- | ---- | ---- | ---- | ---- | ---- | ---- | ---- | ---- | ---- | ---- | ---- | ---- | ---- | ---- | ---- |
| Počet obyvatel | 534  | 533  | 481  | 475  | 487  | 523  | 520  | 470  | 509  | 479  | 431  | 377  | 376  | 376  | 343  |
| Počet domů     | 73   | 78   | 77   | 78   | 81   | 81   | 97   | 116  | 109  | 113  | 114  | 116  | 121  | 131  | 139  |

## Správa městyse
Mezi lety 1850 a 1919 a mezi lety 1961 a 1980 k městysi patřily Pokojovice.

## Politika
V letech 1990–2002 působil jako starosta Lubomír Málek, v letech 2002–2010 působil jako starosta Ing. Jan Lazárek, od roku 2010 tuto funkci vykonává Tomáš Málek.

### Volby do Poslanecké sněmovny
|       | 2006                | 2010                | 2013                | 2017                | 2021                |
| ----- | ------------------- | ------------------- | ------------------- | ------------------- | ------------------- |
| 1.    | ČSSD (58,25 %)      | ČSSD (35,85 %)      | ČSSD (32,83 %)      | ANO (28,29 %)       | ANO (33,33 %)       |
| 2.    | ODS (18,8 %)        | TOP 09 (17,17 %)    | KSČM (18,9 %)       | ČSSD (14,63 %)      | SPOLU (18,22 %)     |
| 3.    | KSČM (8,71 %)       | KSČM (12,12 %)      | ANO 2011 (10,44 %)  | SPD (12,68 %)       | SPD (11,11 %)       |
| účast | 76,49 % (218 z 285) | 67,81 % (198 z 292) | 67,00 % (201 z 300) | 66,34 % (205 z 309) | 73,86 % (226 z 306) |

### Volby do krajského zastupitelstva
|      | 1.             | 2.                       | 3.                | účast               |
| ---- | -------------- | ------------------------ | ----------------- | ------------------- |
| 2000 | ČSSD (24,57 %) | 4KOALICE (21,18 %)       | SV (17,79 %)      | 41,78 % (122 z 292) |
| 2004 | ČSSD (24,07 %) | KDU-ČSL (19,44 %)        | SNK (19,44 %)     | 38,59 % (110 z 285) |
| 2008 | ČSSD (57,23 %) | ODS (14,46 %)            | KDU-ČSL (8,17 %)  | 55,9 % (161 z 288)  |
| 2012 | ČSSD (54,23 %) | KSČM (16,94 %)           | KDU-ČSL (8,47 %)  | 39,53 % (119 z 301) |
| 2016 | ČSSD (25,2 %)  | ANO 2011 (17,07 %)       | KDU-ČSL (12,19 %) | 40,07 % (123 z 307) |
| 2020 | ANO (24,8 %)   | Piráti (16 %)            | ČSSD (13,6 %)     | 41,45 % (126 z 304) |
| 2024 | ANO (45,04 %)  | ODS+TOP 09+STO (11,71 %) | SOCDEM (9,9 %)    | 35,9 % (112 z 312)  |

### Prezidentské volby
V prvním kole prezidentských voleb v roce 2013 první místo obsadil Miloš Zeman (62 hlasů), druhé místo obsadil Jan Fischer (48 hlasů) a třetí místo obsadil Jiří Dienstbier (48 hlasů). Volební účast byla 71,67 %, tj. 215 ze 300 oprávněných voličů. V druhém kole prezidentských voleb v roce 2013 první místo obsadil Miloš Zeman (147 hlasů) a druhé místo obsadil Karel Schwarzenberg (63 hlasů). Volební účast byla 69,87 %, tj. 211 ze 302 oprávněných voličů.
V prvním kole prezidentských voleb v roce 2018 první místo obsadil Miloš Zeman (103 hlasů), druhé místo obsadil Jiří Drahoš (52 hlasů) a třetí místo obsadil Pavel Fischer (21 hlasů). Volební účast byla 69,08 %, tj. 210 ze 304 oprávněných voličů. V druhém kole prezidentských voleb v roce 2018 první místo obsadil Miloš Zeman (163 hlasů) a druhé místo obsadil Jiří Drahoš (70 hlasů). Volební účast byla 76,39 %, tj. 233 ze 305 oprávněných voličů.
V prvním kole prezidentských voleb v roce 2023 první místo obsadil Andrej Babiš (97 hlasů), druhé místo obsadil Petr Pavel (63 hlasů) a třetí místo obsadila Danuše Nerudová (35 hlasů). Volební účast byla 72,08 %, tj. 222 ze 308 oprávněných voličů. V druhém kole prezidentských voleb v roce 2023 první místo obsadil Andrej Babiš (115 hlasů) a druhé místo obsadil Petr Pavel (114 hlasů). Volební účast byla 78,50 %, tj. 230 ze 293 oprávněných voličů.

## Zajímavosti a pamětihodnosti
- kostel svatého Jiljí
- v katastru obce se nachází pramen heraltické vody (Stařečský potok) vhodné i pro kojence, pramen postupně ztrácí vydatnost a bylo potřeba jej upravit,[36] to se stalo v roce 2021, kdy byly vyvrtány 2 nové vrty. V plánu na roky 2023–2024 je také nová úpravna čerpané vody[37]
- V první čtvrtině 18. století si Heraltice za místo relaxace a odpočinku vybral majitel panství italský uměnímilovný hrabě Antonio Rambaldo Collalto (1681–1740), který si zde pro své potřeby zvelebil malý zámeček (zřejmě větší barokní dům s valbovou střechou nedaleko kostela)
- Hasičské muzeum
- tvrz v místech domu čp. 55

## Osobnosti
- Vladimíra Škarvadová (* 1973), spisovatelka
- Antonín Škrdla (1917–1951), odbojář
- Eugen Toufar (1925–1983), historik, muzejník a voják

## Galerie

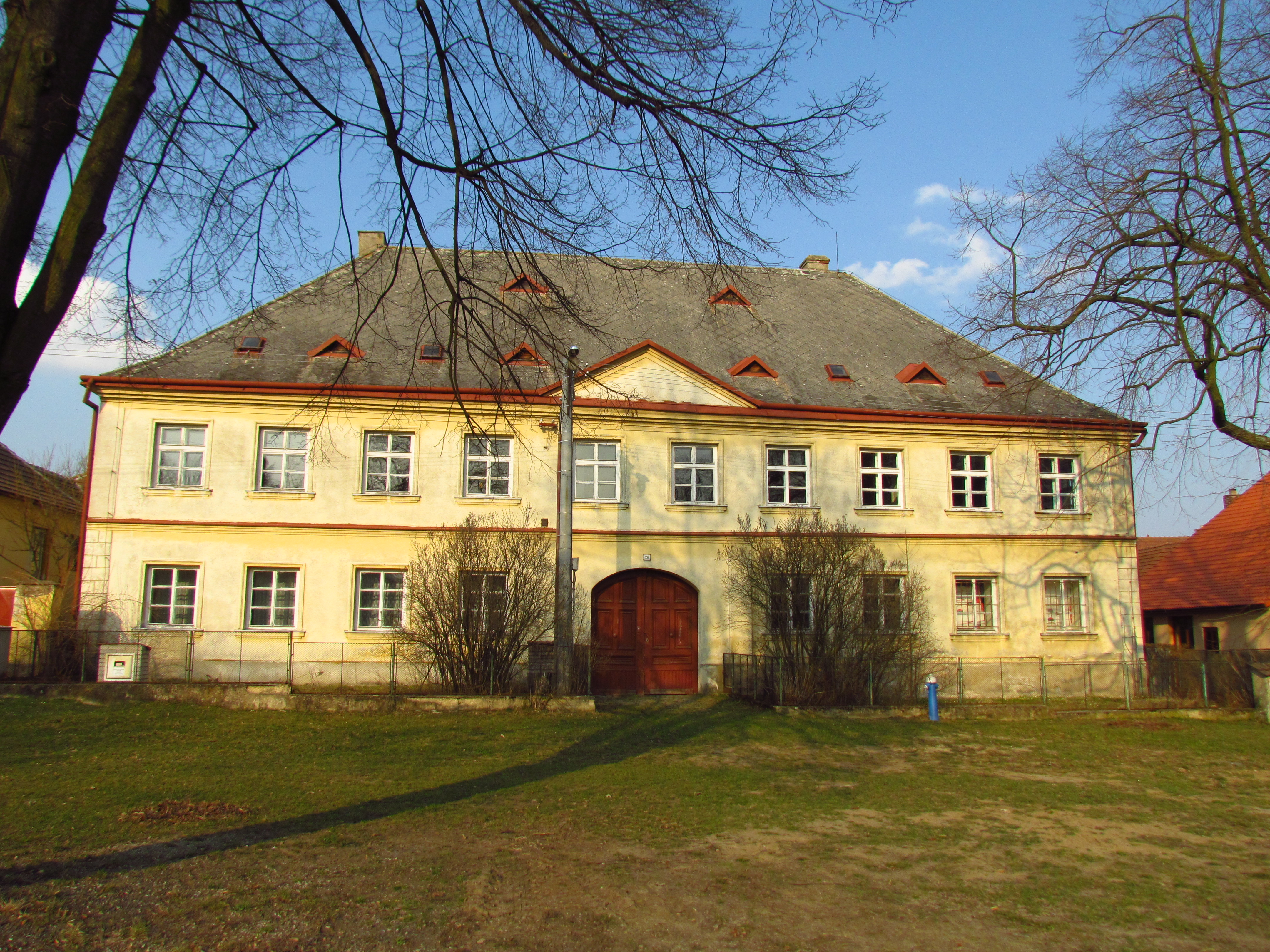
Fara
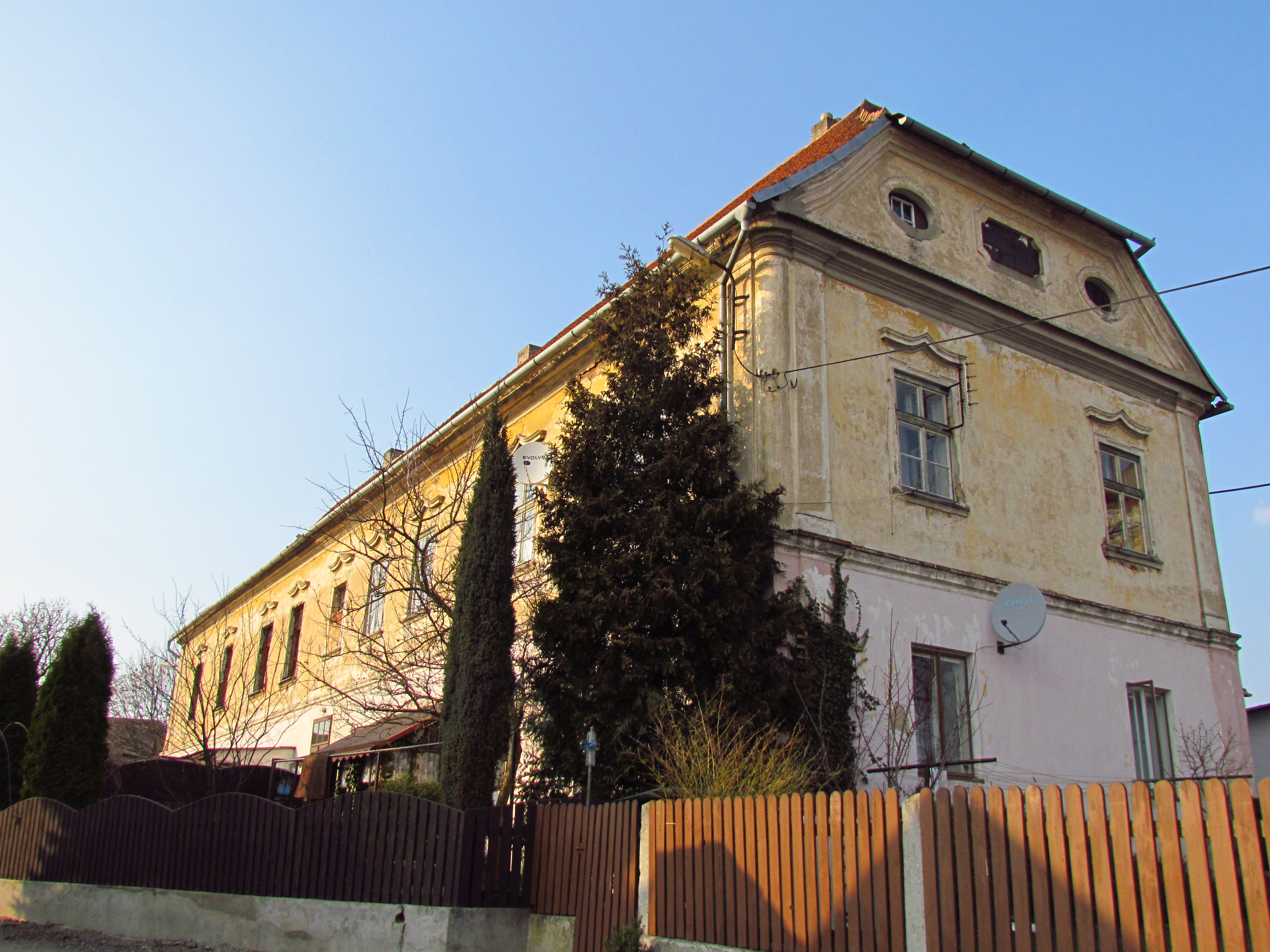
Hasičské muzeum
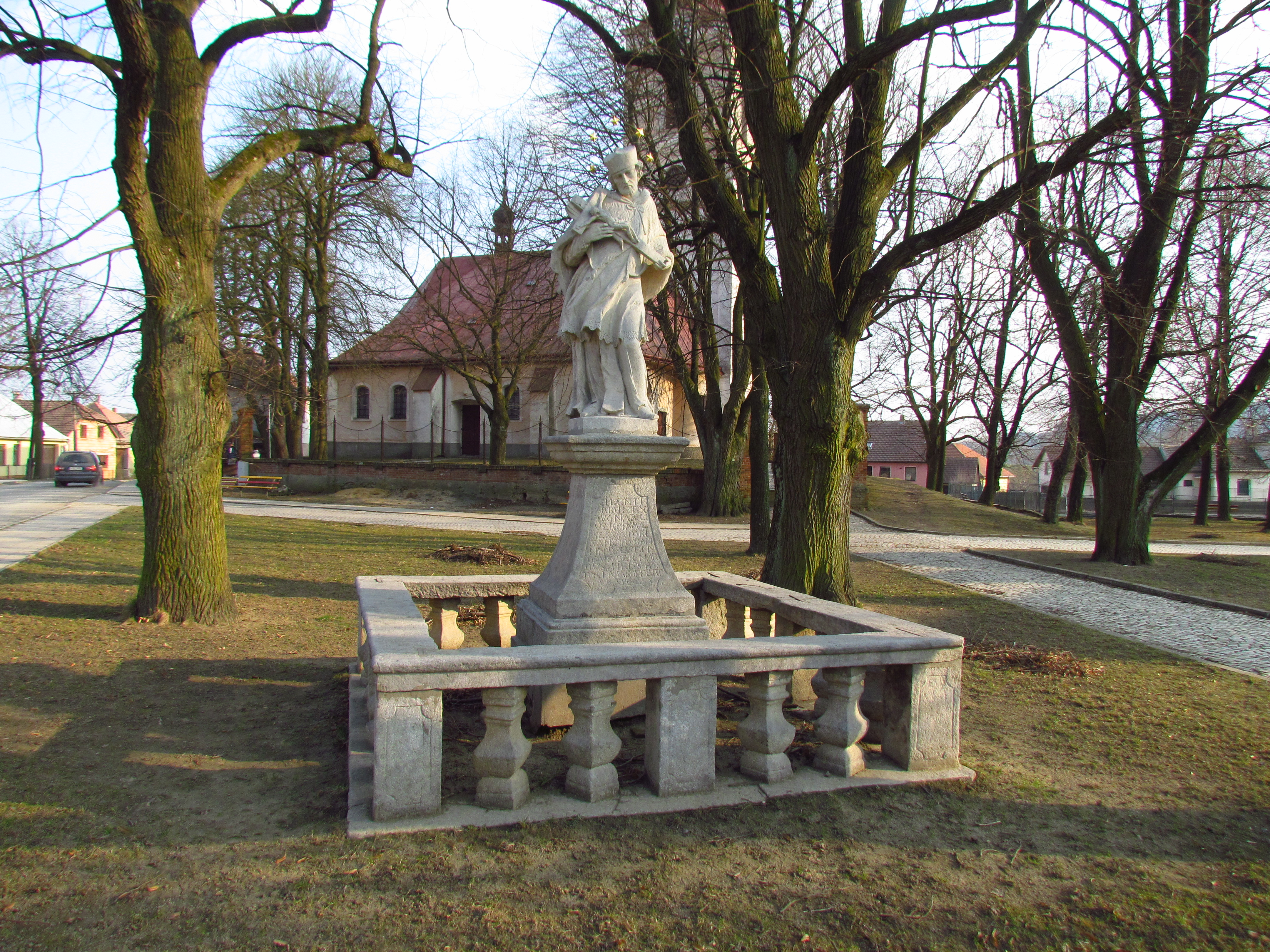
Socha sv. Jana Nepomuckého
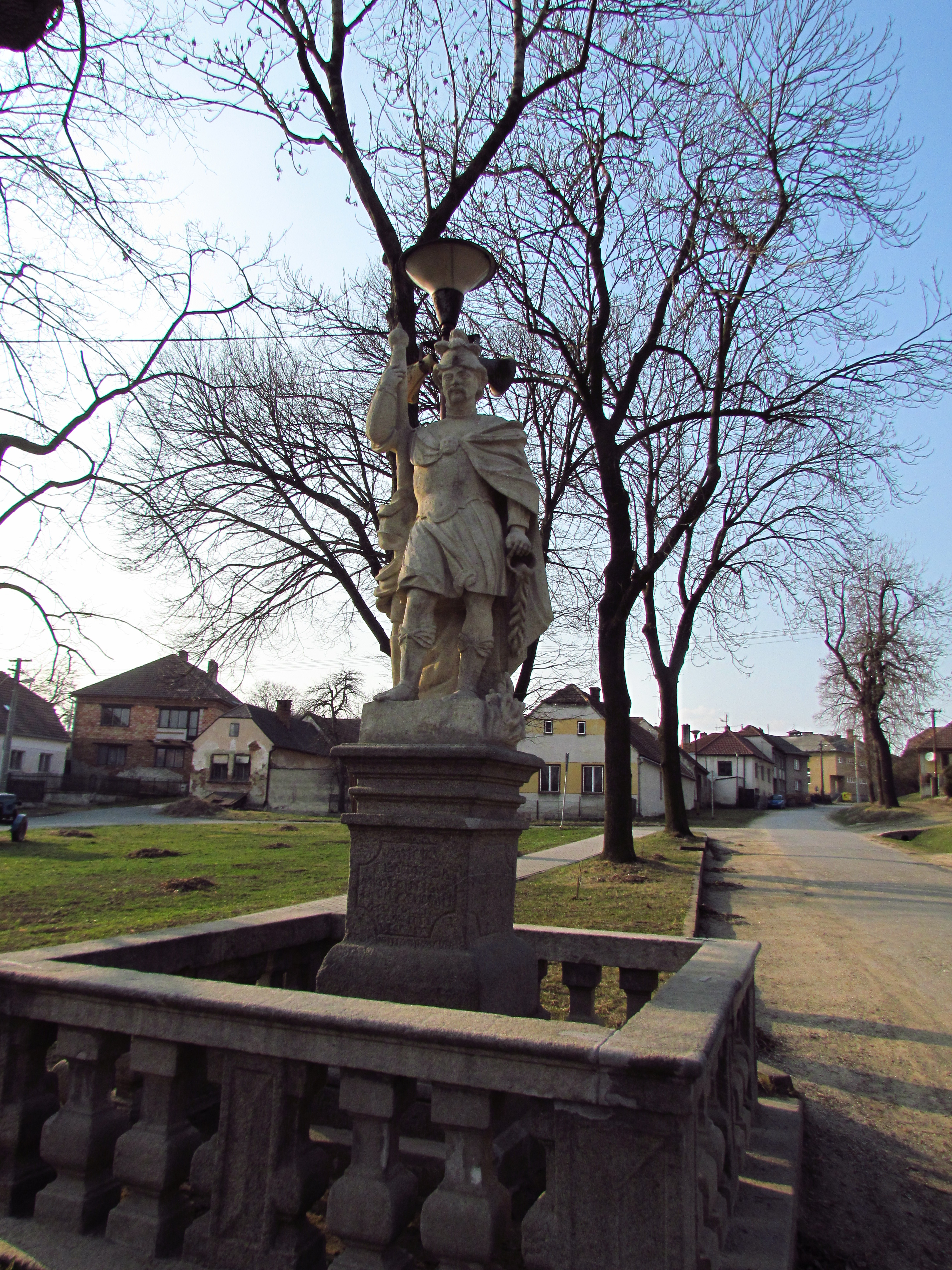
Socha sv. Floriána
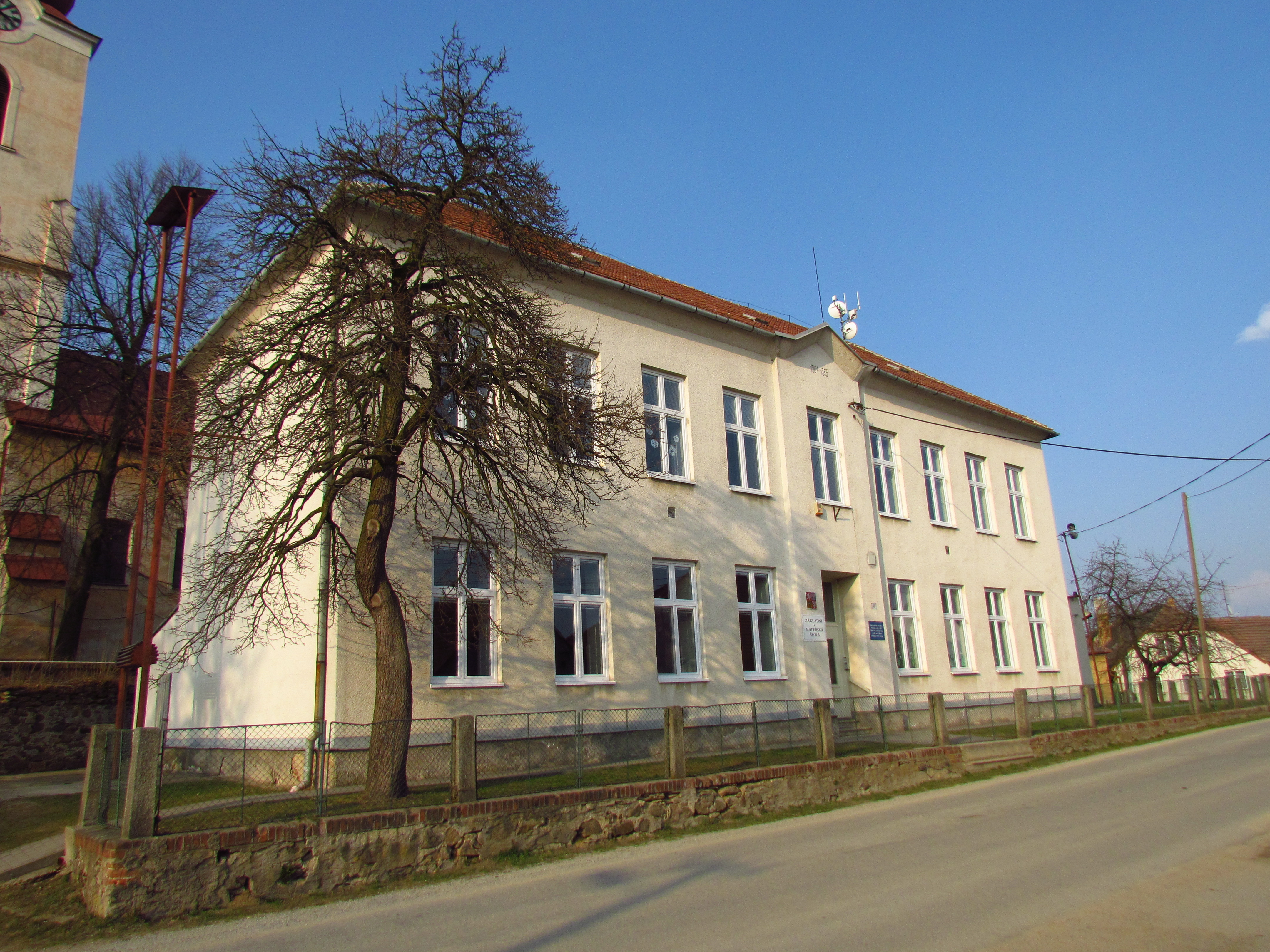
Škola

## Zábava a recese
Od počátku nového milénia se pořádají v Heralticích nové kulturní, sportovní a zábavné události, které kladou důraz na recesi, zábavu a pobavení:
- Novoroční výšlap na Kobylí hlavu, pořádaný každoročně první den v roce od roku 2000.
- Turnaj čtvrtí – je fotbalový turnaj v malé kopané konaný každoročně, kdy se zde utkávají účastnicí rozdělení dle pobytu a nebo vazby k příslušné čtvrti. V současné době je evidováno 5 čtvrtí: Centralisté, Jihoheraltická republika, Žabí škrk, Bubmálkov a Diamantový vrch (přičemž poslední dvě zmiňované čtvrtě tvoří společný tým). Účastnicí se zpravidla nesnaží předvádět sportovními výkony, ale naopak pobavit diváky, a to i díky nestandardnímu oblečení a vybavení.
- Cementmen – je soutěž v nesení břemene (pytle cementu o váze 25 Kg) od návsi ke hřbitovu a zase zpět v čase a v časovém limitu 10 minut.